# Wendy Craig
Wendy Craig CBE (* 20. Juni 1934 in Sacriston nahe Durham, England, als Anne Gwendolyn Craig) ist eine britische Schauspielerin.

## Leben und Karriere
Craig, die Tochter eines Landwirts, stand bereits mit drei Jahren auf der Bühne und studierte Schauspiel an der Central School of Speech and Drama. Als Theaterschauspielerin spielte sie am Londoner West End an der Seite von Schauspielkollegen wie Richard Harris und Peter O’Toole. Ab Mitte der 1950er-Jahre übernahm sie erste Rollen im britischen Fernsehen und war in kleineren Nebenrollen in Kinofilmen wie Der Weg nach oben zu sehen.
Eine erste bedeutende Kinorolle spielte Craig im Jahr 1963 in Der Diener von Joseph Losey als junge Frau aus der britischen Oberschicht, deren Verlobter unter den Einfluss seines Bediensteten gerät. Bei den British Academy Film Awards 1964 erhielt sie hierfür eine Nominierung in der Kategorie Beste Nachwuchsdarstellerin. Anschließend war Craig in ein paar weiteren Kinofilmen zu sehen, beispielsweise in War es wirklich Mord? (1965) an der Seite von Bette Davis, doch konzentrierte sich ab Ende der 1960er-Jahre hauptsächlich auf Fernsehrollen in Sitcoms: Durch Hauptrollen in Serien wie Not in Front of the Children, ...And Mother Makes Three, ...And Mother Makes Five und Butterflies war sie von Ende der 1960er-Jahre bis in die 1980er-Jahre einem breiten Fernsehpublikum in Großbritannien präsent. In diesen Rollen spielte sie meist unter Stress stehende, komisch wirkende Hausfrauen aus der Mittelschicht. Nachdem sie ab Mitte der 1980er-Jahre nur noch selten im Fernsehen zu sehen war, übernahm sie zwischen 2003 und 2011 eine Hauptrolle als Krankenhausmatrone in der in den 1960ern spielenden Serie The Royal. Von 2017 bis 2019 spielte Craig in der Kinderserie Eine lausige Hexe die Rolle der Magielehrerin Frau Maus.
Wendy Craig war von 1955 bis zu seinem Tod mit dem Musiker und Journalisten Jack Bentley (1913–1994) verheiratet, das Paar hatte einen Sohn. Aus einer Affäre mit dem Anwalt und Schriftsteller John Mortimer hat sie den 1962 geborenen Sohn Ross. Mortimer erfuhr erst im Jahr 2004 von seinem Sohn und traf sich daraufhin mit diesem. 2020 wurde sie vom britischen Königshaus zum Commander of the Order of the British Empire ernannt.

## Filmografie (Auswahl)
- 1955: Mr. Kettle and Mrs. Moon (Fernsehfilm)
- 1957: Am Rande der Unterwelt (The Secret Place)
- 1959: Der Weg nach oben (Room at the Top)
- 1961/1966: Geheimauftrag für John Drake (Danger Man; Fernsehserie, 2 Folgen)
- 1961: Candida (Fernsehfilm)
- 1963: Fesseln der Seele (The Mind Benders)
- 1963: Der Diener (The Servant)
- 1965: War es wirklich Mord? (The Nanny)
- 1967: Was kommt danach…? (I’ll Never Forget What’s ’isname)
- 1967–1970: Not in Front of the Children (Fernsehserie, 37 Folgen)
- 1971–1973: And Mother Makes Three (Fernsehserie, 26 Folgen)
- 1974–1976: And Mother Makes Five (Fernsehserie, 26 Folgen)
- 1977: Die Abenteuer des Joseph Andrews (Joseph Andrews)
- 1978–1983: Butterflies (Fernsehserie, 28 Folgen)
- 1981–1983: Nanny (Fernsehserie, 30 Folgen)
- 1989: Laura and Disorder (Fernsehserie, 6 Folgen)
- 1993–1994: Brighton Bells (Fernsehserie, 11 Folgen)
- 2002: Inspector Barnaby (Midsomer Murders, Fernsehserie, Folge A Worm in the Bud)
- 2002–2003: The Forsyte Saga (Fernseh-Miniserie, 6 Folgen)
- 2003–2011: The Royal (Fernsehserie, 87 Folgen)
- 2006–2019: Doctors (Fernsehserie, 4 Folgen)
- 2011: Casualty (Fernsehserie, 1 Folge)
- 2012: Run for Your Wife
- 2013: Agatha Christie’s Marple (Fernsehserie, 1 Folge)
- 2016: Death in Paradise (Fernsehserie, 1 Folge)
- 2017–2019: Eine lausige Hexe (The Worst Witch; Fernsehserie, 35 Folgen)
- 2018: Emmerdale (Fernsehserie, 6 Folgen)